# 안드레아 코다
안드레아 코다(이탈리아어: Andrea Coda, 1985년 4월 25일 ~ )는 이탈리아의 축구 선수로서 포지션은 센터백이다. 현재 소속이 없다.